# Marnedienst
De N.V. Marnedienst was van 1938 tot 1967 een openbaarvervoerbedrijf te Zoutkamp, vanaf 1958 te Groningen, dat streekvervoer per autobus exploiteerde in de Nederlandse provincie Groningen.

## Geschiedenis
De naamloze vennootschap met deze naam werd opgericht in 1938 als resultaat van het samengaan van drie busbedrijven:
- Nienhuis & Jager te Zoutkamp (lijn Zoutkamp - Groningen)
- Van Dijk & Flikkema te Pieterburen (lijn Pieterburen - Groningen)
- Van der Veen & Blijham te Kloosterburen (lijn Hornhuizen - Groningen)

Aanleiding tot de fusie was de opheffing van het reizigersvervoer op de spoorlijn Winsum - Zoutkamp. Het werd wenselijk geoordeeld dat de busbedrijven hun krachten bundelden om de verwachte vervoersstijging het hoofd te kunnen bieden.
Al in 1939 werd de Marnedienst sterk uitgebreid, doordat ook de N.V. Verenigde Autobusdienst Ondernemers (VADO) te Uithuizen (lijnen Uithuizen - Bedum - Groningen) zich aansloot. Deze onderneming was zelf ook het resultaat van fusies, namelijk van de firma's Rijzinga te Uithuizen, Bisschop te Kantens en Kuitert te Middelstum. In dit gebied had al vanaf 1912 een van de allervroegste Nederlandse autobusdiensten bestaan. Deze Eerste Groninger Auto Omnibus Onderneming (een semioverheidsbedrijf) bereed tot 1925 de route Usquert - Groningen en werd toen door de fa. Kuitert overgenomen.
De Marnedienst was nu in grootte de tweede streekvervoeronderneming van de provincie, na de GADO. Het vervoergebied viel vrijwel geheel binnen de grenzen van Hunsingo en bestond uit het Marnegebied en het Hogeland. In 1948 vond een kleine uitbreiding plaats, doordat het traject Uithuizen - Roodeschool van de DAM werd overgenomen en daarbij verlengd werd naar Oudeschip. Tussen Groningen en Zoutkamp reed de Marnedienst in het zomerseizoen ook een lijndienst in aansluiting op de veerboot van de firma Wagenborg naar Schiermonnikoog. Deze reed door het GADO-vervoergebied in het Westerkwartier en was uitsluitend toegankelijk voor bootreizigers.
In Groningen had de Marnedienst haar eigen busstation, eerst in de Nieuwe Ebbingestraat en vanaf augustus 1954 aan de kop van de Bedumerweg. In later jaren reed een deel van de bussen door via de Grote Markt naar het autobusstation bij het Hoofdstation. De Marnedienst deed ook aan touringcarreizen en had zich aangesloten bij reisbureau Cebuto Groningen, een samenwerkingsverband waaraan ook GADO, DAM en Roland deelnamen.
Vrijwel alle voormalige firmanten waren aandeelhouders in de nv en namen deel aan de leiding. In 1954 werden alle aandelen overgenomen door de NS-dochteronderneming GADO te Hoogezand. Die verplaatste in 1958 het hoofdkantoor van Zoutkamp naar Groningen en zette de exploitatie onder de naam Marnedienst voort tot 1967. Vanaf dat jaar werden de lijnen onder de vlag van de GADO zelf geëxploiteerd. Met de zomerlijn naar de veerboot naar Schiermonnikoog was dat al sinds 1958 het geval.
De vroegere Marnedienst-buslijnen, die sinds 1999 in handen waren van Arriva (dat de GADO had overgenomen) als onderdeel van de Concessie GGD - Groningen Provincie, gingen op 13 december 2009 over naar Qbuzz.

## Lijnen
De Marnedienst exploiteerde de volgende lijnen:
- 1 Oudeschip - Uithuizen - Groningen via Middelstum en Bedum
- 2 Uithuizen - Groningen via Garsthuizen en Bedum
- 4 (Zoutkamp -) Winsum - Uithuizen (- Oudeschip) via Warffum
- 5 Zoutkamp - Groningen via Leens en Eenrum
- 6 Zoutkamp - Groningen via Houwerzijl en Warfhuizen
- 7 Hornhuizen - Groningen
- 8 Pieterburen - Groningen
- 10 Groningen - Zoutkamp, tot 1958 (reed alleen in de zomermaanden)

## Museumbus
In het Nationaal Bus Museum te Hoogezand bevindt zich Marnedienst-bus nr. 53, een Dodge uit 1947 met een aluminium carrosserie van scheepswerf De Schelde. Deze bus is niet rijvaardig en wacht nog op restauratie.